# 第24回世界スカウトジャンボリー
第24回世界スカウトジャンボリー（英語: The 24th World Scout Jamboree、フランス語: 24e Jamboree Scout Mondial、スペイン語: 24º Jamboree Scout Mundial ）は、2019年7月22日から8月2日までの12日間、アメリカ合衆国・ウェストバージニア州のサミット・ベクテル・リザーブで開催された、世界スカウト機構が主催するキャンプ大会である。
ホストはボーイスカウトアメリカ連盟、カナダスカウト連盟、メキシコスカウト連盟の3カ国。140を越える国と地域から40,000人以上のスカウトと指導者が参加した。テーマは「Unlock a New World」。

## 大会の日程
- 7月18〜21日　大会ボランティア（IST）到着
- 7月21日　ISTトレーニング、ホスト国参加者到着
- 7月22日　各国参加者到着
- 7月23日　プログラム、開会式
- 7月24, 25日　プログラム
- 7月26日　文化交流日、ユニティショー
- 7月27日　プログラム
- 7月28日　スカウツオウン、プログラム
- 7月29, 30, 31日　プログラム
- 8月1日　プログラム、閉会式
- 8月2日　参加者退場
- 8月3日　大会ボランティア（IST）退場

## 主なプログラム

### 文化交流日
参加者全員が世界各国の文化を共有する日。日中は自分のキャンプサイトで自国の文化を紹介しつつ、他の国のキャンプサイトへ行ってその国の文化（ダンス、料理、音楽、衣装）を体験した。夜はすべての参加者が会場のアリーナに集まり、ユニティショーに参加した。

### GDV・地球開発村
持続可能な開発目標（SDGs）を主なトピックとし、地球規模の問題に対する認識を深め、参加者同士で意見を交換したり国際機関の専門家と話し合ったりするプログラム。

### アドベンチャー
- 空中スポーツ（ジップライン、アスレチック）
- 水のアクティビティ（カヤック、SUP、スキューバダイビング、水上アスレチック）
- ロッククライミング、ボルダリング
- 陸上スポーツ（サイクリング、スケートボード、BMX）
- 川下り
- 射撃スポーツ（日本人が参加できたのはアーチェリーのみ）

### マウント・ジャック
参加者はベースキャンプごとに決められた日のみ、会場内にあるジャック山に登ることができた。山頂では障害物競走やサッカー、バスケットボールなど数多くのプログラムに参加することができた。

### 大会参加賞
大会期間中の決められた時間の間に、大会側が指定したプログラムに参加すると受賞できた。報酬としてワッペンが貰えた。

## 大会中の生活

### ベースキャンプとサブキャンプ
参加者が生活するキャンプサイト全体は6つのベースキャンプ（太字）に分かれ、そこからさらに2〜4個のサブキャンプに区分けされている。参加者は、40人ずつのユニットに分かれて生活するが、一つのサブキャンプは25〜55個のユニットを収容する。
　各サブキャンプには本部があり、そこに様々なスタッフが常駐していた。また会場内の他の施設と連絡を取ることもできた。
| - Agra Fort - Acropolis - Angkor - Aksum - Anjar | - Blenheim Palace - Brasilia - Butrint - Boyana Church - Byblos | - Canadian Rockies - Canterbury Cathedra - Centennial Hall - Carlsbad Caverns - Castel del Monte |

| - Durham Castle - Delos - Darien National Park - Danube Delta - Dinosaur Provincial Park | - Ephesus - Everglades - Ellora - Ennedi - El Tajin | - Fort Jesus - Fraser Island - Fortress of Suomenlinna |

### Novus
参加者全員が身につけたリストバンド。自分の大会用個人アカウント（スマホで閲覧できる）と接続されており、他人のリストバンドとかざすことで連絡先を相手と交換できた。また参加したプログラムの会場でリストバンドをかざすと、様々な報酬が得られる仕組みになっていた。